# Dactylosternum advectum
Dactylosternum advectum är en skalbaggsart som beskrevs av Horn 1890. Dactylosternum advectum ingår i släktet Dactylosternum och familjen palpbaggar. Inga underarter finns listade i Catalogue of Life.